# Koewarasan
Koewarasan – gmina miejska w Surinamie, w dystrykcie Wanica. Ośrodek przemysłowy. W 2004 roku liczyła 16 161 mieszkańców. Jest to trzecia co do wielkości gmina miejska w Surinamie.